# Rimsko građansko pravo
Rimsko građansko pravo je u antičkoj rimskoj državi predstavljalo privilegirani društveni status ograničen na određene dijelove stanovništva, a koji je sa sobom donosio određena prava i obveze. Kategorije stanovništva koje su se mogle smatrati rimskim državljanima odnodno građanima mijenjale su se kroz povijest, ali su se okvirno rimskim građanima smatrali isključivo muškarci čiji je otac i sam bio rimski građanin.
Stanovništvo koje nije ulazilo u okvir rimskih građana okvirno se može podijeliti na stanovnike područja pod rimskom vlašću, odnosno podanike klijentskih država ili rimskih saveznika; žene koje nemaju političkih i drugih prava, te robove koji nemaju nikakvih prava.

## Prava rimskih građana
Rimski građanin imao je sljedeća prava:
- Ius suffragiorum: Pravo glasa u rimskim skupštinama.
- Ius honorum: Pravo natjecanja za javne funkcije.
- Ius commercii: Pravo na sklapane valjanih ugovora i na vlasništvo kao rimski građanin.
- Ius gentium: Posebna vrsta prava koja se u Rimu razvila u 3. stoljeću pr. Kr. zbog intenziviranja kontakata Rimljana s drugim narodima i državama, i potrebe za rješavanjem raznih situacija nastalih u kontaktima rimskih građana i stranaca. Ius gentium je bila svojevrsna rimska kodifikacija tadašnjeg međunarodnog prava, temeljena na tada visokorazvijenom trgovačkom pravu grčkih gradova-država i drugih pomorskih sila.[1] Prava iz jus gentium su mogle uživati sve osobe, bile državljani ili nhe.
- Ius connubii: Pravo na sklapanje braka kao rimski građanin, pravo na ovlasti pater familiasa i vlast nad svojom obitelji te da se djeca iz tog braka smatraju rimskim građanima.
- Ius migrationis: Pravo da se razina građanstva održi i nakon preseljenja u polis prikladnog statusa. Na primjer, osobe sa statusom cives romani (v. dolje) zadržavale su svoj civitas i kada bi odselili u rimsku koloniju (colonia civium Romanorum). Latini bi čuvali svoj status i ius Latii ako bi se preselili u drugu latinsku državu ili latinsku koloniju (Latina colonia). Ovo pravo se, međutim, nije zadržavalo prilikom preseljenja u koloniju nižeg pravnog statusa; rimski građani koji bi se preselili u naselje Latina colonia imali su prava reducirana na ius Latii te je takvo preseljenje moralo biti dobrovoljno.
- Pravo na imunitet od nekih poreza i drugih pravnih obveza, pogotovo koji se tiču lokalnih pravila i običaja.[2]
- Pravo na pokretanje i vođenje tužbe pred sudom.
- Pravo na obranu pred sudom.
- Pravo na žalbu na svaku odluku magistrata ili nižeg suda.
- Rimski građanin nije smio biti podvrgnut mučenju niti bičevan, niti je smio biti osuđen na smrt, osim kada je u pitanju bila izdaja.
- Ako bi ga se optužilo za izdaju, rimski građanin imao je pravo na suđenje u samom Rimu; ako bi bio osuđen na smrt, rimski građanin nije smio biti osuđen na razapinjanje. (Iako su osuđeni za isto djelo, Pavao iz Tarza i Sv. Petar dobili su različite kazne - Pavlu je odrubljena glava, dok je Petar, zato što nije bio rimski građanin, bičevan a potom razapet.)

Rimsko građanstvo bilo je uvjet za novačenje u rimske legije, iako se to pravilo znalo ignorirati. Ne-građani su se mogli prijaviti u pomoćne jedinice (auxillia) te službom zaslužiti rimsko građansko pravo.